# خارماهی نواری
خارماهی نواری (نام علمی: Morone saxatilis) نام یک گونه از تیره خارماهیان معتدله است.